# FC Argeș Pitești (basquetebol)
O FC Argeș Pitești, anteriormente conhecido como BCM U Pitești, é um clube profissional de basquetebol sediado na cidade de Piteşti, Argeș, Romênia que atualmente disputa a Liga Națională. Foi fundado em 2000 e seus jogos como mandante são disputados na Arena Pitești com capacidade para 4.200 espectadores.

## Temporada por Temporada
| Temporada | Competição Doméstica | Competição Doméstica | Competição Doméstica | Competição Doméstica | Competição Doméstica | Competição Doméstica | Copa Romena       | Copa Romena | Competições Europeias | Competições Europeias |
| Temporada | Nível                | Liga                 | Pos.                 | TR                   | PL.                  | Pós Temporada        | Copa              | Supercopa   | Liga                  | Resultado             |
| --------- | -------------------- | -------------------- | -------------------- | -------------------- | -------------------- | -------------------- | ----------------- | ----------- | --------------------- | --------------------- |
| 2011–12   | 1                    | Liga Națională       |                      |                      |                      |                      | Campeão           |             |                       |                       |
| 2012–13   | 1                    | Liga Națională       |                      |                      |                      |                      | Quartas de finais | Campeão     | 3 EuroChallenge       | TR 1-5                |
| 2013–14   | 1                    | Liga Națională       |                      |                      | 1-3                  | Quartas de finais    | Quarto colocado   |             |                       |                       |
| 2014-15   | 1                    | Liga Națională       |                      |                      | 0-3                  | Quartas de finais    | Terceiro colocado |             |                       |                       |
| 2015-16   | 1                    | Liga Națională       |                      |                      |                      |                      | Quartas de finais |             |                       |                       |
| 2016-17   | 1                    | Liga Națională       |                      |                      | 0-3                  | Quartas de finais    | Oitavas de finais |             |                       |                       |
| 2017-18   | 1                    | Liga Națională       |                      |                      | 1-3                  | Quartas de finais    | Quartas de finais |             |                       |                       |
| 2018-19   | 1                    | Liga Națională       |                      |                      | 0-3                  | Quartas de finais    | Quartas de finais |             |                       |                       |
| 2019-20   | 1                    | Liga Națională       |                      |                      |                      |                      | Quartas de finais |             |                       |                       |
| 2020-21   | 1                    | Liga Națională       |                      |                      | 2-3                  | Terceiro colocado    | Quartas de finais |             |                       |                       |
| 2021-22   | 1                    | Liga Națională       | 4º                   | 22-8                 | 2-3                  | Semifinais           | Oitavas de finais |             |                       |                       |
| 2022-23   | 1                    | Liga Națională       | 6º                   | 16-18                | 3-3                  | Semifinais           | Quartas de finais |             |                       |                       |
| 2023-24   | 1                    | Liga Națională       | 5º                   | 20-14                | 3-3                  | Semifinais           | Fase preliminar   |             |                       |                       |
| 2024-25   | 1                    | Liga Națională       | 6º                   | 20-10                | 0-3                  | Quartas de finais    | Semifinais        | —           | 4 Copa Europeia       |                       |

fonte:eurobasket.com

## Títulos
Liga Națională
- Campeão (1):1999-00
- Finalista(1): 2006-07

Copa da Romênia
- Campeão (1): 2011-12

Supercopa da Romênia
- Campeão (1): 2012-13